# 食人鱼-2
食人鱼-2装甲车是瑞士摩瓦哥公司（MOWAG）设计制造的8×8轮式装甲车，瑞士军队称其为Radschützenpanzer 93。
食人鱼-2采用四个车轴，通常情况下采用后两轴驱动，在需要时也可以接合前两轴。由于特殊的轮胎设计，食人鱼-2在轮胎泄气时仍然能够行驶。该车配备了一种防抱死系统（ABS），可以在两种不同的模式下切换：公路模式提供普通的ABS功能，如同汽车上的ABS一样；而在越野模式下，防抱死系统仅在车速达到15公里/小时以上时才会生效。这使得驾驶员在越野路况下能够进行滑胎操作，以便快速改变方向。车辆由前两个车轴控制转向。

## 型号
在瑞士军队中，有三种不同版本的食人鱼-2：

### 步兵战车型
车内可容纳九名士兵（步兵）。

### PAL型
车内仅能容纳七名士兵，但车内还整合了额外的M47龙式反坦克导弹发射装置。

### Kdo型
Kdo型号指挥型配备了一张桌子和更先进的通信设备。
每个作战编队的营指挥部都配备了一辆携带集成火炮指挥与火控系统的Kdo型号食人鱼-2，可以用于请求火炮支援。

## 武器
食人鱼-2配备德国Kuka公司制造的型号606 A1-CH的单人武器塔。 武器塔上安装一挺白朗寧M2重機槍，机枪安装在一个可调节仰角的枪座上。武器塔可以由车内射手通过手动操作两个转轮来控制。射手必须打开车辆的顶盖才能更换弹匣和为机枪装填弹药。该车弹药基数为六个弹匣，每个弹匣装有200发子弹。为了确保射手能够开火，车辆的所有舱盖必须关闭，否则出于安全原因将无法射击。射击通过左侧摇柄上的电子触发器来控制。如果电子设备失效，射手还可以用脚踩下机械扳机进行射击。
此外，武器塔上还配置了八具7.6厘米烟幕发射器。射手可以分两轮发射。在第一轮中，会发射烟幕弹1、3、5、7。在第二轮中，会发射烟幕弹2、4、6、8。

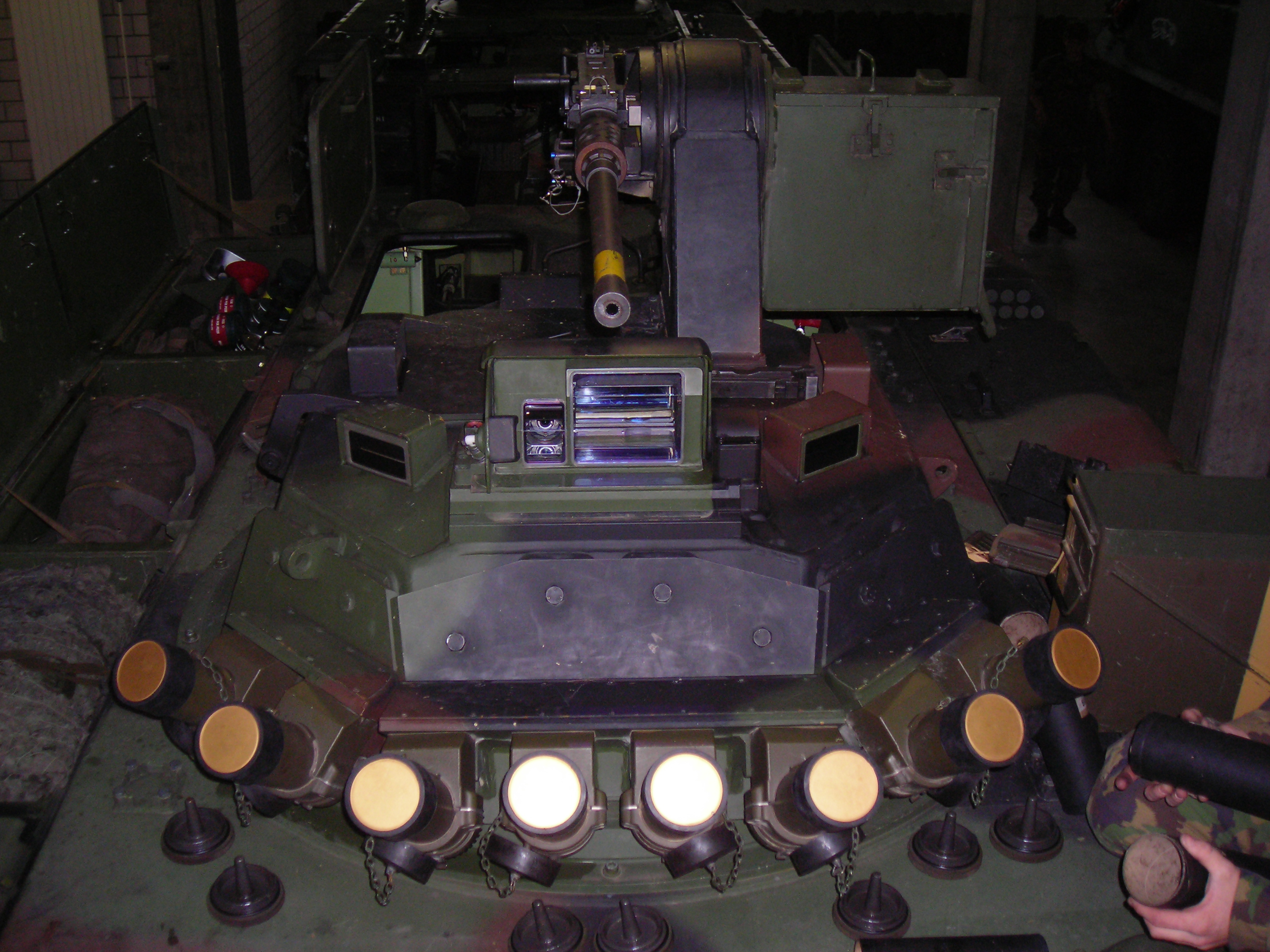
武器塔
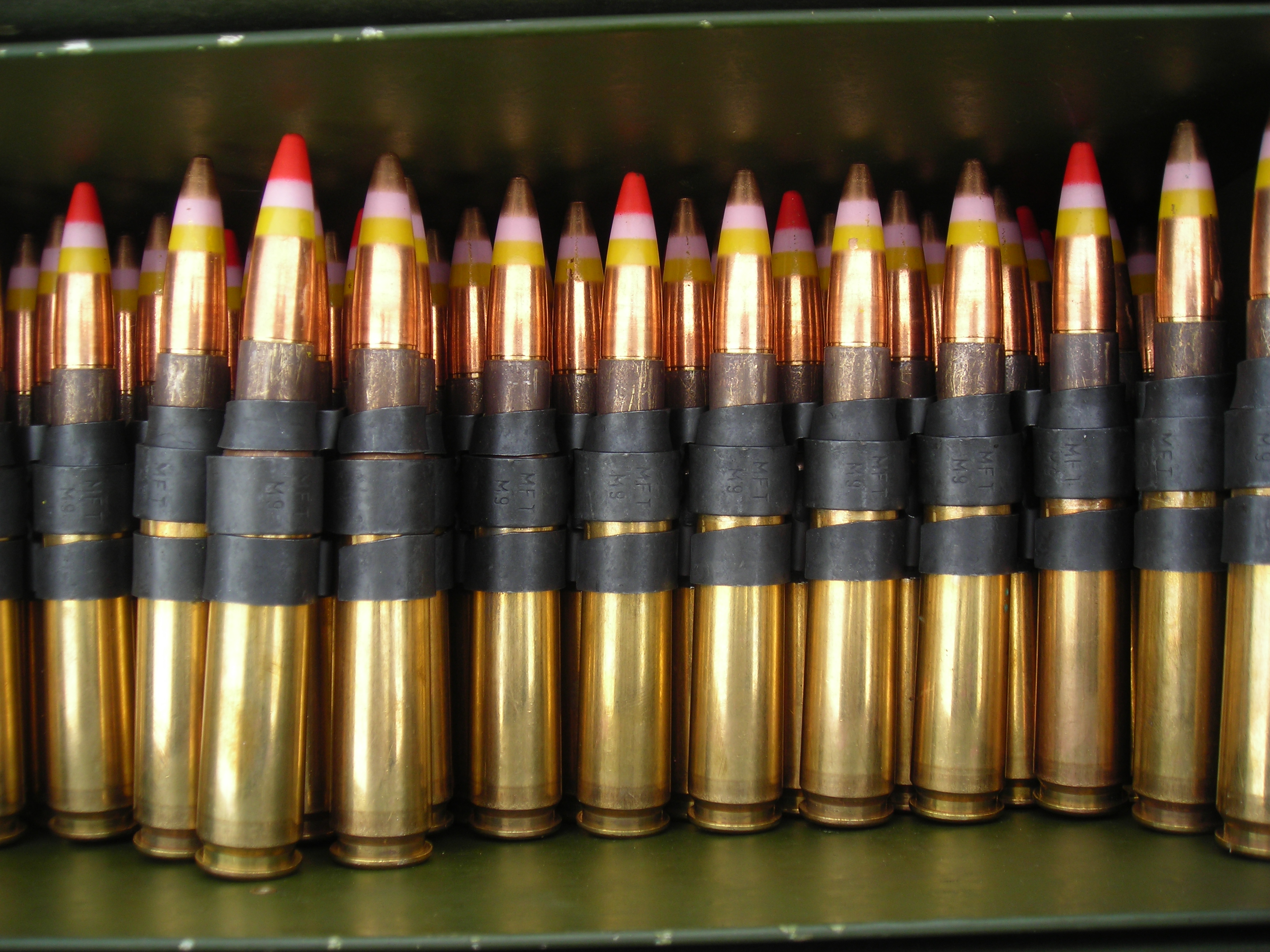
弹药

## 通信
每辆食人鱼-2都至少配备一台SE-235无线电设备以进行通信。此外，它还配备了车内通信系统，以便驾驶员、指挥官、射手和班长能够在车厢内进行对话。三名车组成员佩戴名为Racal-Helm的头盔，这些头盔配备有喉麦克风。在Spz和PAL型号中，还提供了两个额外的头盔，供小组长和一个步兵班成员使用。Kdo型号则配备了四个这种头盔。
为了避免小组长在战斗中频繁更换Racal头盔，在他的座位处安装了扬声器，通过这个扬声器可以与车辆的内部通信系统连接。

## 衍生車輛
- 食人鱼-2（瑞士）
  - LAV-2（加拿大）
    - LAV-25（美國）
    - 野牛裝甲車（加拿大）
    - 叢林狼裝甲車（加拿大）
    - LAV-3（美國、加拿大）
      - 史崔克裝甲車（美國）
      - NZLAV（紐西蘭）